# Рясное (Близнюковский район)
Рясное (укр. Рясне) — село, Башиловский сельский совет, Близнюковский район, Харьковская область, Украина.
Код КОАТУУ — 6320680505. Население по переписи 2001 г. составляет 11 (4/7 м/ж) человек.

## Географическое положение
Село Рясное находится в 5 км от села Александровка и в 4-х км от села Софиевка.
В селе есть пруд.

## История
- февраль 1921 — дата основания.

## Экономика
- В селе была молочно-товарная ферма.

## Достопримечательности
- Братская могила советских воинов. Похоронено 26 воинов.

## Экология
- Вокруг села, на расстоянии 1-2 км проходят несколько аммиакопроводов.